# マイケル・オンズロー (第7代オンズロー伯爵)
第7代オンズロー伯爵マイケル・ウィリアム・コープルストン・ダイロン・オンズロー（英語: Michael William Coplestone Dillon Onslow, 7th Earl of Onslow、1938年2月28日 - 2011年5月14日）はイギリスの貴族、保守党の政治家。1945年から1971年にかけてクランリー子爵の儀礼称号を用いた。

## 生涯
第6代オンズロー伯爵ウィリアム・オンズローとパメラ・ディロン（Pamela Dillon、1915年8月26日 - 1992年没、第19代ディロン子爵の娘）との嫡男として生まれた。イートン校に学んだのち、ソルボンヌ大学へ進学した。
1971年に父の死去によりオンズロー伯爵を継承するとともに保守党所属の貴族院議員に列した。彼は漸進的な貴族院の改革を支持していたが、労働党の主張する改革には反対していた。そのため、ブレア首相率いる労働党政権が貴族院法制定を推進しようとした際は貴族院による遅滞戦術を肯定、賛同の意を表した。ただし、同法成立後は皮肉にも貴族院に籍を置く92人の世襲貴族枠に選ばれたため、引き続いて同院議員を務めている。
マイケルはブレア内閣による大法官府の改革にも異を唱え、「首相は800年の歴史を持つ大法官職を台無しにしている」と述べて批判している。その後の第1次キャメロン内閣による緩やかな貴族院改革には賛成したが、同政権の策定した議会任期固定法案に対しては反対した。
2005年7月には人権共同委員会委員に就任して、その死まで同職を務めた。その兼ね合いから、ジャッキー・スミス内相の主導するテロ容疑者を42日間拘留する法案には強硬に反対した。またイングランド国教会の近代化に関しては反対派であった。
晩年はガンとの闘病を経たのち、2011年5月14日に73歳で死去した。

## 家族
1964年7月17日にロビン・リンゼイ・バラード（Robin Lindsay Bullard、ロバート・バラードの娘）と結婚して、一男二女をもうけた。
- ルパート・チャールズ・ウィリアム・バラード（英語版）（1967年6月16日 - ）- 第8代オンズロー伯爵
- アラベラ（1970年4月9日 - ）
- シャーロット・エマ・ドロシー（1977年10月15日 - ）

### 註釈
1. ↑  彼は『（当時審議中の）スコットランド法案の各条項に分割審議を強いることができて嬉しく思う。各審議には20分を要し、270以上の条項があるのだから』と発言している。
2. ↑  ブレア内閣は改革の一環としてまず大法官府を廃止し、2005年には貴族院議長職と連合王国最高裁判所を設置して、大法官の立法権及び司法権に関する地位と権限を喪わしめた。